# الاستفتاء الدستوري التركي 2017
أجري استفتاء دستوري في تركيا يوم الأحد 16 أبريل 2017. ولقد صوت الناخبون على مجموعة من 18 تعديلًا مقترحًا على دستور تركيا. اقترحت التعديلات منذ فترة طويلة من قبل حزب العدالة والتنمية الحاكم وزعيمه، الرئيس رجب طيب أردوغان، فضلًا عن موافقة حزب الحركة القومية المعارض عليها. شملت التعديلات الأخذ بالرئاسة التنفيذية التي تحل محل نظام الحكم البرلماني القائم، وإلغاء منصب رئيس الوزراء، ورفع عدد المقاعد في البرلمان من 550 إلى 600 مقعد وتغييرات في المجلس الأعلى للقضاة والمدعين العامين.
توصل حزب العدالة والتنمية وحزب الحركة القومية إلى اتفاق بشأن دستور جديد مقترح في 8 ديسمبر بعد شهر من المفاوضات، ليبدؤا بالعملية البرلمانية للشروع في إجراء استفتاء بشأن المقترحات.
في 20 يناير 2017، صوت البرلمان لطرح التعديلات المقترحة على الاستفتاء بأغلبية 339 صوتًا، متجاوزًا بذلك الغالبية المطلوبة من ثلاثة أخماس والتي تضم 330 صوتًا. وأعلن حزب الشعب الجمهوري المعارض الرئيسي أنه سيسعى إلى إلغاء التصويت البرلماني من خلال المحكمة الدستورية، مستشهدًا بوجود مخالفات مثل التصويت العلني وترهيب النواب خلال عملية التصويت. وأعلن الرئيس رجب طيب أردوغان تاريخ الاستفتاء في 16 أبريل 2017.

## خلفية
اقترح وزير العدل آنذاك سيميل تشايشك نظامًا رئاسيًا للبلاد في عام 2005 بدعم من رئيس الوزراء في ذلك الوقت رجب طيب أردوغان. ومنذ ذلك الحين دُعم النظام الرئاسي علنًا من قبل قادة حزب العدالة والتنمية التركي عدة مرات، جنبا إلى جنب مع المطالبة بإقرار دستور جديد للبلاد. اقترح نائب رئيس حزب العدالة والتنمية هياتي يازسي شهر أبريل من عام 2017 موعدا للاستفتاء.

## التعديلات المقترحة
أبرز التعديلات المقترحة على الدستور التركي تتضمن: 
- رفع عدد نواب البرلمان من 550 إلى 600.
- خفض سن الترشح لخوض الانتخابات العامة من 25 إلى 18 عام.
- تجري الانتخابات العامة والرئاسية في نفس اليوم كل 5 سنوات.
- يستخدم البرلمان صلاحيته في الرقابة والتفتيش والحصول على معلومات عبر «تقصي برلماني» أو «اجتماع عام» أو «تحقيق برلماني» أو «سؤال خطي».
- عدم قطع رئيس الدولة صلته بحزبه.
- ولاية رئيس الدولة 5 سنوات، ولا يحق للشخص أن يتولى منصب الرئاسة أكثر من دورتين.
- المرشح الذي يحصل على أغلبية مطلقة في الانتخابات يفوز بمنصب الرئاسة.
- رئيس الدولة يتولى صلاحيات تنفيذية، وقيادة الجيش، ويحق له تعيين نوابه والوزراء وإقالتهم.
- يعرض الرئيس القوانين المتعلق بتغيير الدستور على استفتاء شعبي في حال رآها ضرورية.
- يحق للرئيس إصدار مراسيم في مواضيع تتعلق بالسلطة التنفيذية، لكن لا يحق له إصدار مراسيم في المسائل التي ينظمها القانون بشكل واضح.
- يعتبر المرسوم الرئاسي ملغى في حال أصدر البرلمان قانونًا يتناول نفس الموضوع.
- يحق للبرلمان طلب فتح تحقيق بحق رئيس الدولة ونوابه والوزراء، ولا يحق للرئيس في هذه الحالة الدعوة إلى انتخابات عامة.
- يحق للرئيس تعيين نائب له أو أكثر.
- تسقط العضوية البرلمانية عن النواب الذين يتم تعيينهم في منصب نواب الرئيس أو وزراء.
- يمكن للبرلمان اتخاذ قرار بإجراء انتخابات جديدة بموافقة ثلاث أخماس مجموع عدد النواب.
- يحق للرئيس إعلان حالة الطوارئ في حال توفر الشروط المحددة في القانون.
- تلغى المحاكم العسكرية، بما فيها المحكمة القضائية العليا العسكرية والمحكمة الإدارية العليا العسكرية.
- يحظر إنشاء محاكم عسكرية في البلاد باستثناء المحاكم التأديبية.
- رئيس الدولة يعرض الميزانية العامة على البرلمان.
- يلغى مجلس الوزراء (يلغى منصب رئيس الوزراء)، ويتولى الرئيس مهام وصلاحيات السلطة التنفيذية، بما يتناسب مع الدستور.
- تجري الانتخابات العامة والرئاسية المقبلة في 3 نوفمبر 2019.

## ردود الفعل

### دول ذات سيادة
- الولايات المتحدة – اتصل الرئيس دونالد ترامب بنظيره التركي لتهنئته بالفوز.[5]
- روسيا – اتصل الرئيس فلاديمير بوتين بالرئيس التركي لتقديم التهاني باسم الشعب الروسي.[6]
- الصين – هنأ نائب رئيس الوزراء الصيني ليو ياندونغ الذي كان يزور تركيا وقت إجراء الاستفتاء، أردوغان والشعب التركي على الفوز.[7]
- إيران – قدم وزير الخارجية الإيراني، محمد جواد ظريف، تهانيه إلى نظيره التركي، مولود تشاويش أوغلو.[8]
- باكستان – وهنأ أيضًا الرئيس ممنون حسين ورئيس الوزراء نواز شريف الشعب التركي على الفوز.[9]
- السعودية – هنأ مجلس الوزراء السعودي أردوغان والشعب التركي على الاستفتاء الناجح للتعديلات الدستورية.[10]
- أذربيجان – كان الرئيس إلهام علييف أول زعيم دولي يتصل بالرئيس التركي، قائلًا أن النتيجة أظهرت «دعم الشعب التركي الكبير» لسياسة أردوغان.[11]
- قطر – كما هنأ أمير قطر تميم بن حمد آل ثاني الرئيس التركي على الفوز.[11]
- السلطة الفلسطينية – قدم الرئيس محمود عباس تهانيه للرئيس التركي.[11]
- العراق – بعث نائب الرئيس العراقي أسامة النجيفي رسالة لتهنئة الرئيس التركي.[11]
- فرنسا – ذكر الرئيس هولاند أن للشعب التركي الحق في تقرير كيفية تنظيم المؤسسات السياسية، ولكن نتائج الاستفتاء تبين أن تركيا منقسمة بشأن الإصلاحات.[12]
- نيجيريا – هنأ الرئيس محمد بخاري شعب وحكومة تركيا على الاختتام الناجح للاستفتاء في البلاد.
- كازاخستان – بعث الرئيس نور سلطان نظرباييف برقية تهنئة إلى أردوغان.
- جورجيا – هنأ رئيس الوزراء غيورغي كفيريكاشفيلي تركيا على نتائج الاستفتاء، ولاحظ أن التنمية المستقرة في تركيا مهمة بالنسبة لجورجيا.
- قبرص – قال المتحدث باسم الحكومة نيكوس كريستودوليدس أن قبرص تأمل في أن يؤدي موقف تركيا إلى دفع محادثات السلام قدمًا نحو الهدف المعلن وهو إعادة توحيد الجزيرة كاتحاد.
- روسيا البيضاء – هنأ ألكسندر لوكاشينكو تركيا على نجاح الاتستفاء.
- ألمانيا – قالت أنغيلا ميركل أن نتيجة الاستفتاء المتقاربة أظهرت أن تركيا منقسمة وأن التقارير عن المخالفات يجب أن تؤخذ مأخذ الجد.[12] وقال بيتر ألتماير، رئيس المستشارية، أن ألمانيا «تحترم نتيجة جاءت في تصويت حر وديمقراطي».[13]
- النمسا – أعرب وزير الخارجية سيباستيان كورتس عن معارضته لانضمام تركيا إلى الاتحاد الأوروبي.[14]

### منظمات إقليمية
- الاتحاد الأوروبي – أعرب المتحدث باسم رئيس المفوضية الأوروبية جان كلود يونكر، عن قلقه إزاء الادعاءات بوجود مخالفات في الاستفتاء ودعا السلطات المدنية التركية إلى إجراء تحقيقات شفافة في المطالبات.[15]